# Soufli
Soufli (tiếng Hy Lạp: ?) là một khu tự quản ở vùng Đông Makedonías-Thrace, Hy Lạp. Khu tự quản Soufli có diện tích 1326 km², dân số theo điều tra ngày 18 tháng 3 năm 2001 là 17691 người.